# Строганов, Филипп Феоктистович
Филипп Феоктистович Строганов (1942 — 9 февраля 2014) — латвийский политик.
В 1971 году окончил техникум по специальности сельскохозяйственной механизации, в 1978 г. — Высшую партийную школу в Вильнюсе. Был первым секретарём Лудзенского райкома КПЛ, членом ЦК КПЛ. В 1985—1990 гг. был депутатом Верховного Совета Латвийской ССР 11-го созыва от 239-го округа, в 1990—1992 гг. — депутатом Верховного Совета Латвийской Республики (исключён в 1992 году голосованием ВС), а в 1993—1995 гг. — депутатом 5-го Сейма Латвии (возглавляя фракцию «Равноправие»). На выборах 1995 года исключен из списка кандидатов в Сейм Центризбиркомом за деятельность в КПЛ в 1991 г.
С 1995 года сопредседатель, в 1996—1999 годах председатель СПЛ. В 2005 году избран депутатом Лудзенской городской думы от СПЛ — предварительно исключён из списка кандидатов избирательной комиссией, но затем восстановлен судом.